# Rukometna reprezentacija DR Njemačke
Istočnonjemačka rukometna reprezentacija predstavljala je državu DR Njemačku u športu rukometu.

## Nastupi naOI
- prvaci: 1980.
- doprvaci:
- treći:

## Nastupi naSP
- prvaci:
- doprvaci: 1970., 1974.
- treći: 1978., 1986.

## Nastupi naEP
Država je prestala postojati prije nego što su se prva europska prvenstva počela održavati.